# Patrick Wiegers
Patrick Wiegers (* 19. April 1990 in Deggendorf) ist ein deutscher Fußballtorhüter, der zuletzt bei Dynamo Dresden unter Vertrag stand.

## Karriere

### Jugendmannschaften
Patrick Wiegers spielte ab 1996 bei seinem Heimatverein SV Grün-Weiß Deggendorf und dessen Nachfolger SpVgg Grün-Weiß Deggendorf, unterbrochen von einem Intermezzo bei der SpVgg Plattling. Bereits als 17-Jähriger hütete er mehrmals das Tor der 1. Mannschaft beim damaligen Deggendorfer Landesligisten. Sein Talent brachte ihn bis in die Bayernauswahl, und so verpflichtete der SSV Jahn Regensburg 2008 den Nachwuchskeeper für seine U-19-Mannschaft in der A-Jugend-Bundesliga Süd/Südwest.

### SSV Jahn Regensburg
Ab der Saison 2009/10 wurde er zur Nummer zwei der Profimannschaft in der 3. Liga befördert. Als am 3. April 2010 Rouven Sattelmaier verletzt ausschied, spielte Wiegers die Partie zu Ende und ersetzte ihn auch noch im nächsten Spiel. Im Jahr darauf wurde mit Michael Hofmann eine neue erfahrene Nummer eins verpflichtet und der junge Deggendorfer blieb Ersatz. Nach einer Roten Karte bzw. einer Verletzung von Hofmann kam er in der Saison 2011/12 insgesamt dreimal zum Einsatz. Am Ende der Saison erreichte Regensburg Platz 3 der Liga und sicherte sich danach in der Relegation den Aufstieg in die 2. Bundesliga. Dort kam Wiegers in der Saison 2012/13 zu zwölf Einsätzen, stieg mit dem SSV Jahn jedoch umgehend wieder ab.
In der Drittligasaison 2013/14 stand er für SSV Jahn in den ersten 13 Partien im Tor, bevor der Österreicher Bernhard Hendl den Vorzug erhielt. Seine vorerst letzte Partie für Jahn Regensburg absolvierte Wiegers zum Saisonfinale am 10. Mai 2014 beim 0:0 gegen den VfL Osnabrück.

### Dynamo Dresden

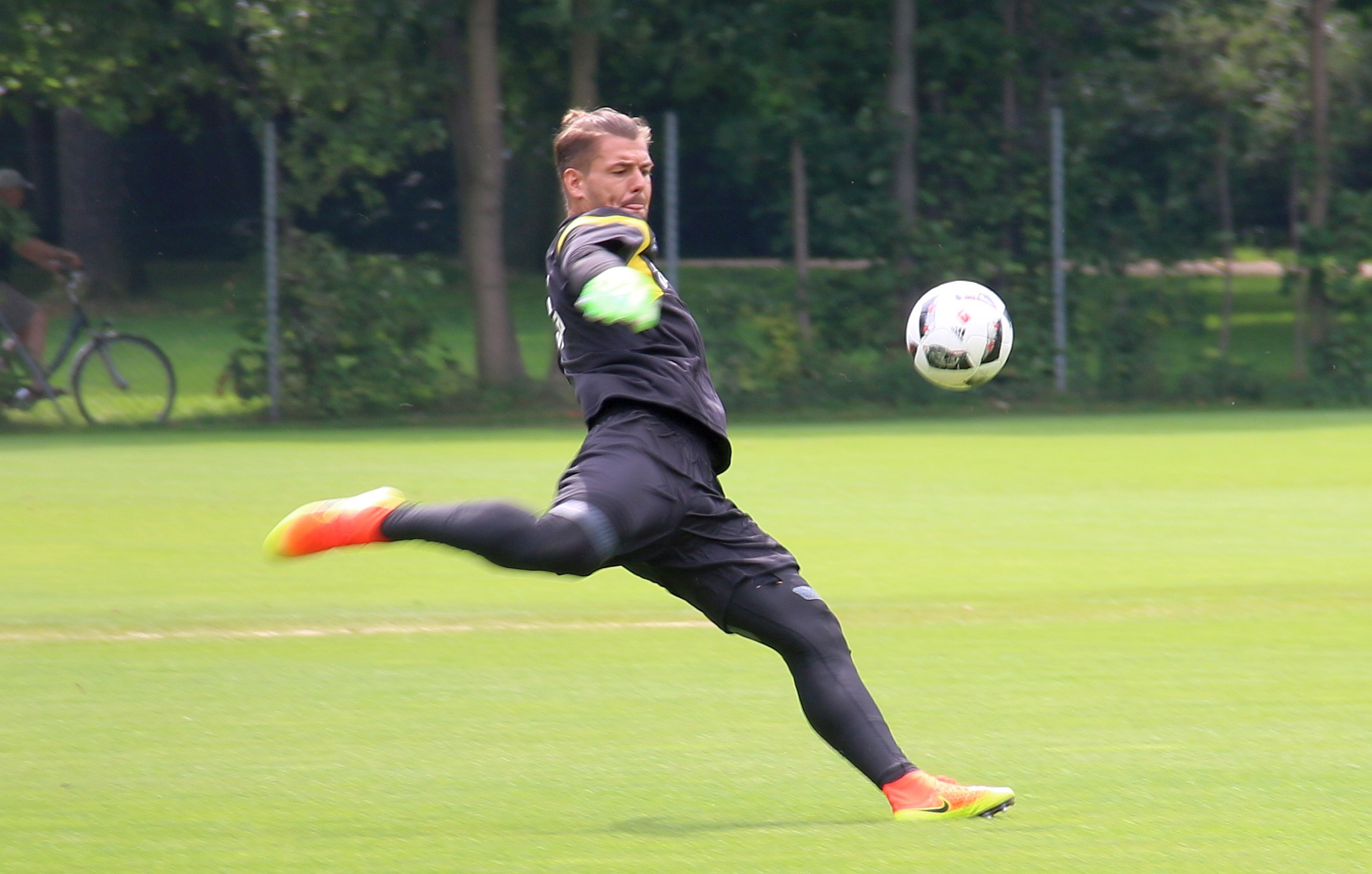
Patrick Wiegers beim Training der SG Dynamo Dresden (2016)

Nach der Sommerpause war er kurz vereinslos, ehe er Anfang September 2014 einen Ein-Jahres-Vertrag beim Drittligisten Dynamo Dresden unterzeichnete. In Dresden soll er den verletzten Ersatzkeeper Markus Scholz ersetzen. Am 13. Dezember 2014 wurde Wiegers nach einer Verletzung von Stammtorwart Benjamin Kirsten zum ersten Mal eingewechselt, woraufhin er in den folgenden Spielen als Stammtorwart auflief.
Im März 2015 verlängerte er seinen auslaufenden Vertrag um zwei weitere Jahre. Am 34. Spieltag erhielt er die Gelb-Rote Karte, musste vom Platz und sah bei den vier verbleibenden Saisonspielen von der Bank zu.
Mit Beginn der Saison 2015/16 war Wiegers weiterhin zweiter Torwart hinter Janis Blaswich. Im August 2015 zog sich der Torhüter eine Verletzung zu. Auch in der Saison 2016/17, in welcher Dynamo in der 2. Bundesliga spielte, war Wiegers meist dem zu Saisonbeginn ausgeliehenen Marvin Schwäbe untergeordnet. Trotzdem verlängerte er im Mai 2017 seinen Vertrag bei Dynamo Dresden drei weitere Jahre bis 2020.

## Erfolge
- 2012: Aufstieg in die 2. Fußball-Bundesliga mit Jahn Regensburg
- 2016: Aufstieg in die 2. Fußball-Bundesliga mit der SG Dynamo Dresden als Meister der 3. Liga

## Privates
Wiegers ist verheiratet, hat eine Tochter und einen Sohn.